# 費亞迪
費亞迪（英語： PC OC；1950年6月1日—），加拿大政治人物，加拿大進步保守黨籍。
畢業於上加拿大書院及西安大略大學。1972年當選加拿大下議院議員。1979年任庫務委員會國務部長。1984年任稅務部長兼專責加拿大郵政部長。隨後擔任法務部長（1985至1986年）、國防部長（1986至1989年）、衛生及福利部長（1989至1991年）、通訊部長（1991至1993年）。1993年6月任外務卿，同年11月卸任。1995年任加拿大廣播公司主席兼行政總裁。1999年任加拿大製造商及出口商協會主席兼行政總裁，直至2007年8月轉任加拿大商會主席兼行政總裁。2008至2015年間任安省理工大學校監。

## 勳銜
- 勳二等旭日重光章（2020年）
- 加拿大官佐勳章（2018年）

## 著作
- Book chapter: Hong Kong: Canada's Partner in Prosperity, 2011[3]

## 外部連結
- 費亞迪 – 加拿大国会传记

- Henry Perrin Beatty 的存檔，存档日期2016-03-04., at The Canadian Encyclopedia